# Reginald de Windt
Reginald Andres Alejandro de Windt (30 november 1983) is een judoka uit Curaçao. Hij nam in 2012 deel aan de Olympische Spelen in Londen.
De Windt begon op zeer jeugdige leeftijd met judo. Hij leerde de sport van zijn oom, Efigenio Braafhart, die nog steeds zijn coach is. Hij studeerde aan de UNA en werkt in de automatisering.
De Windt wist zich voor "Londen" te kwalificeren via de Pan-Amerikaanse kampioenschappen 2012 in Montreal. Omdat het Nederlands Antilliaans Olympisch Comité na de opheffing van het land de Nederlandse Antillen niet langer werd erkend door het IOC nam hij deel onder de Olympische vlag. Hij komt uit in de klasse tot 81 kilo. 